# Episodi di Law & Order: Criminal Intent (quarta stagione)
La quarta stagione della serie televisiva Law & Order: Criminal Intent, composta da 23 episodi, è stata trasmessa in prima visione negli USA dal 26 settembre 2004 al 25 maggio 2005 sul network NBC. 
In Italia la stagione è stata trasmessa in prima visione senza rispettare l'ordine cronologico degli episodi. In particolare, i primi episodi ad andare in onda sono stati La grande barriera e La febbre dell'oro, trasmessi rispettivamente il 20 e il 27 ottobre 2007 su Rete 4, mentre la maggior parte degli altri episodi è stata trasmessa dal 28 giugno al 9 agosto 2008 sulla stessa rete. L'unica eccezione è stata l'episodio Amore di padre, trasmesso in prima visione su Fox Crime nel 2009. 
| nº | Titolo originale          | Titolo italiano          | Prima TV USA      | Prima TV Italia |
| -- | ------------------------- | ------------------------ | ----------------- | --------------- |
| 1  | Semi-Detached             | Dipendenza               | 26 settembre 2004 | 28 giugno 2008  |
| 2  | The Posthumous Collection | Collezione postuma       | 3 ottobre 2004    | 19 luglio 2008  |
| 3  | Want                      | Bambole viventi          | 10 ottobre 2004   | 28 giugno 2008  |
| 4  | Great Barrier             | La grande barriera       | 17 ottobre 2004   | 27 ottobre 2007 |
| 5  | Eosphoros                 | La febbre dell'oro       | 24 ottobre 2004   | 20 ottobre 2007 |
| 6  | In the Dark               | Nel tunnel               | 31 ottobre 2004   | 28 giugno 2008  |
| 7  | Magnificat                | Sull'orlo del precipizio | 7 novembre 2004   | 5 luglio 2008   |
| 8  | Silver Lining             | Argento vivo             | 14 novembre 2004  | 12 luglio 2008  |
| 9  | Inert Dwarf               | La teoria del tutto      | 21 novembre 2004  | 5 luglio 2008   |
| 10 | View from Up Here         | La casa dei sogni        | 2 gennaio 2005    | 19 luglio 2008  |
| 11 | Gone                      | Scacco matto             | 9 gennaio 2005    | 5 luglio 2008   |
| 12 | Collective                | Collezionisti            | 30 gennaio 2005   | 19 luglio 2008  |
| 13 | Stress Position           | Diritti violati          | 13 febbraio 2005  | 9 agosto 2008   |
| 14 | Sex Club                  | Bacco e Venere           | 20 febbraio 2005  | 12 luglio 2008  |
| 15 | Death Roe                 | Amore di padre           | 13 marzo 2005     | [ 1 ]           |
| 16 | Ex Stasis                 | Estasi mortale           | 20 marzo 2005     | 12 luglio 2008  |
| 17 | Shibboleth                | Incubi, ancora incubi    | 27 marzo 2005     | 26 luglio 2008  |
| 18 | The Good Child            | Vent'anni d'amore        | 3 aprile 2005     | 26 luglio 2008  |
| 19 | Beast                     | Morte di un angelo       | 10 aprile 2005    | 2 agosto 2008   |
| 20 | No Exit                   | Senza via d'uscita       | 1º maggio 2005    | 26 luglio 2008  |
| 21 | The Unblinking Eye        | Caccia al tesoro         | 8 maggio 2005     | 2 agosto 2008   |
| 22 | My Good Name              | Troppa ambizione         | 15 maggio 2005    | 9 agosto 2008   |
| 23 | False-Hearted Judges      | Senza pietà              | 25 maggio 2005    | 2 agosto 2008   |

## Dipendenza
- Titolo originale: Semi-Detached
- Diretto da: Frank Prinzi
- Scritto da: Gerry Conway (soggetto e sceneggiatura) e René Balcer (soggetto)

### Trama
La squadra speciale si occupa della scomparsa di un conduttore radiofonico molto discusso per le sue trasmissioni dal contenuto provocatoriamente osé. Nel corso delle indagini emerge che l'uomo faceva uso di un particolare farmaco - ben noto al detective Goren - per curare una dipendenza da ossicodone. Quando viene ritrovato il suo cadavere, appare chiaro che lo speaker si è tolto la vita volontariamente. Le analisi autoptiche rivelano che l'assunzione del farmaco era stata interrotta a sua insaputa, provocando manie di suicidio. Gli investigatori spostano la loro attenzione sulla struttura che sei mesi prima aveva seguito la disintossicazione della vittima.
- Ascolti USA: telespettatori 12 670 000[2]

## Collezione postuma
- Titolo originale: The Posthumous Collection
- Diretto da: Jean de Segonzac
- Scritto da: Marlane Gomard Meyer (soggetto e sceneggiatura) e René Balcer (soggetto)

### Trama
Un famoso fotografo di origine tedesca viene stordito e ammanettato al volante di un'auto lanciata a folle velocità nella notte newyorchese. A seguito del conseguente schianto, l'uomo perde la vita. La vittima stava lavorando ad un nuovo progetto, del quale non aveva fatto parola con nessuno. Nei locali in cui lavorava vengono trovate tracce di attrezzature e pellicole molto vecchie, nonché della passata presenza di cadaveri.
- Ascolti USA: telespettatori 11 000 000[3]

## Bambole viventi
- Titolo originale: Want
- Diretto da: Frank Prinzi
- Scritto da: Elizabeth Benjamin (soggetto e sceneggiatura) e René Balcer (soggetto)

### Trama
Il ritrovamento in un parco del cadavere di una ballerina che lavorava in uno strip club gestito da mafiosi fa accorrere i detective della Squadra Speciale. Il caso però non sembra riguardare la criminalità organizzata, dato che dal corpo della vittima l'assassino ha asportato l'intero muscolo del polpaccio.
- Altri interpreti: Neil Patrick Harris (John Tagman).
- Ascolti USA: telespettatori 12 810 000[4]
- Note: l'episodio vinse nel 2005 l'Edgar Award come miglior episodio di una serie televisiva.[5]

## La grande barriera
- Titolo originale: Great Barrier
- Diretto da: Frank Prinzi
- Scritto da: Diana Son (soggetto e sceneggiatura) e René Balcer (soggetto)

### Trama
Una ragazza asiatica e il suo accompagnatore mettono a segno un furto con destrezza all'interno di una gioielleria. Durante la fuga, l'uomo crolla a terra e muore di lì a poco. Il segno di un'iniezione sul torace mostra come gli sia stato somministrato il veleno che lo ha ucciso. Ripercorrendo a ritroso le tracce dei due ladri, gli investigatori comprendono come la vittima fosse solo uno strumento utile alla riuscita del piano e che la giovane doveva avere un complice segreto.
- Altri interpreti: Olivia d'Abo (Nicole Wallace).
- Ascolti USA: telespettatori 11 920 000[6]

## La febbre dell'oro
- Titolo originale: Eosphoros
- Diretto da: Alex Zakrzewski
- Scritto da: Stephanie Sengupta (soggetto e sceneggiatura) e René Balcer (soggetto)

### Trama
La leader di un'organizzazione atea viene sequestrata assieme alla nipote in cambio di un riscatto. La più giovane delle due riesce a fuggire, ma quando le forze dell'ordine giungono nel motel dove era tenuta prigioniera trovano il cadavere della nonna e di uno dei malviventi. Ben presto viene rinvenuto il corpo di un secondo sequestratore. Il fatto che i criminali conoscessero approfonditamente la situazione finanziaria dei loro bersagli spinge i detective ad indagare sulle persone a loro più vicine, a cominciare dal padre della sopravvissuta nonché figlio dell'anziana, un religioso cristiano in forte contrasto con i suoi familiari.
- Ascolti USA: telespettatori 12 400 000[7]
- Note: l'episodio presenta diverse analogie con la morte di Madalyn Murray O'Hair.

## Nel tunnel
- Titolo originale: In the Dark
- Diretto da: Alex Chapple
- Scritto da: Jim Sterling (soggetto e sceneggiatura) e René Balcer (soggetto)

### Trama
In un istituto dove si lavora con resti umani ci si accorge che una testa presenta un foro da arma da fuoco, non compatibile con una morte per cause naturali. L'uomo che ha venduto il cadavere spiega agli investigatori di averlo trovato tra i cunicoli sotterranei frequentati dai senzatetto. La vittima viene identificata in un'assistente sociale e chi la conosceva racconta che negli ultimi giorni era molto presa dalla ricerca di un vagabondo improvvisamente scomparso.
- Ascolti USA: telespettatori 11 510 000[8]

## Sull'orlo del precipizio
- Titolo originale: Magnificat
- Diretto da: Frank Prinzi
- Scritto da: Diana Son (soggetto e sceneggiatura) e René Balcer (soggetto)

### Trama
L'automobile su cui stanno viaggiando una madre e i suoi quattro figli esplode, decretando la morte di tre dei bambini. Prima di lasciare l'ultimo distributore di benzina la donna aveva visto un uomo dai lineamenti arabi mimare il taglio della gola, mentre il marito informa i detective che su quella vettura avrebbe dovuto esserci stato lui. Mentre le prime piste investigative conducono ad un vicolo cieco, Goren e Eames restano colpiti dal controllo dominante dell'uomo nei confronti della moglie. Si scoprirà che la donna voleva suicidarsi con i figli a causa del marito che con i suoi atteggiamenti l'aveva portata alla disperazione. Goren e Eames durante l'interrogatorio con il marito della donna vengono a scoprire che l'uomo era consapevole del fatto che la moglie volesse suicidarsi ma che non aveva pensato che avrebbe cercato di uccidere anche i figli. Seppur disgustati Goren e Eames non possono fare nulla per incriminarlo poiché quell'uomo seppur abbia avuto nei confronti della moglie un comportamento pessimo per legge non ha commesso nessun reato. Dopo il processo Goren non volendo che l'unico figlio della donna che si è salvato dall'esplosione finisca ridotto dal padre come la madre con l'aiuto di un avvocato fa affidare il bambino alla nonna al fine di garantirgli un futuro migliore.
- Ascolti USA: telespettatori 11 530 000[9]

## Argento vivo
- Titolo originale: Silver Lining
- Diretto da: Kevin Dowling
- Scritto da: Marlane Gomard Meyer (soggetto e sceneggiatura) e René Balcer (soggetto)

### Trama
Un'esperta d'arte viene assassinata sulla panchina di un parco. Analizzando gli ultimi giorni di vita della donna, gli investigatori scoprono che la vittima si era imbattuta in una collezione di posate rubate. L'uomo che le aveva commissionato la perizia si dimostra poco collaborativo con Goren e Eames, finché non si accorge, nel corso di una perquisizione, di essere stato derubato da un ladro molto efficiente e metodico. Il furto non è un caso isolato, bensì fa parte di una serie molto ampia che presenta notevoli legami con il lavoro svolto dalla vittima.
- Ascolti USA: telespettatori 15 160 000[10]

## La teoria del tutto
- Titolo originale: Inert Dwarf
- Diretto da: Alex Chapple
- Scritto da: Warren Leight (soggetto e sceneggiatura) e René Balcer (soggetto)

### Trama
Indagando sulla morte di un fisico, Goren e Eames fanno la conoscenza del suo mentore, un geniale paraplegico impegnato nella risoluzione della Teoria del tutto. La vittima, che era il suo assistente, aveva tentato di inviargli una strana formula poco prima di essere ucciso. Osservando l'anziano ricercatore, i detective notano numerosi segni di ferite più o meno recenti le cui giustificazioni non li convincono molto.
- Ascolti USA: telespettatori 13 470 000[11]

## La casa dei sogni
- Titolo originale: View from up Here
- Diretto da: Alex Chapple
- Scritto da: Jim Sterling (soggetto e sceneggiatura) e René Balcer (soggetto)

### Trama
Un omicidio di un presidente dell'associazione porta i detective all'interno di un condominio di recente realizzazione, ma con molti difetti di costruzione. Quando una tata tenta di uccidere la sua datrice di lavoro e si dichiara colpevole dell'assassinio del suo amante gli investigatori non credono alle sue parole.
- Ascolti USA: telespettatori 14 850 000[12]

## Scacco matto
- Titolo originale: Gone
- Diretto da: Christopher Swartout
- Scritto da: Stephanie Sengupta (soggetto e sceneggiatura) e René Balcer (soggetto)

### Trama
Il cadavere di una donna viene ritrovato in un cassonetto con gli occhi sfregiati. Dai racconti dei suoi parenti, del tassista che l'ha trasportata e di alcuni operai, i detective ricostruiscono la dinamica dell'omicidio e capiscono che la donna deve aver incontrato il suo assassino sul volo da Milwaukee a New York. Nella lista passeggeri trovano poi un viaggiatore dalla falsa identità e dai continui spostamenti aerei. Con la descrizione di un'auto vista all'aeroporto dal cognato della vittima risalgono ad una coppia e ad un uomo bersaglio dei loro ricatti.
- Altri interpreti: Robert Carradine (David Blake/Roger Withers).
- Ascolti USA: telespettatori 13 230 000[13]

## Collezionisti
- Titolo originale: Collective
- Diretto da: Frank Prinzi
- Scritto da: Gerry Conway (soggetto e sceneggiatura), René Balcer (soggetto)

### Trama
L'ingegnoso piano di una ladra induce la polizia ad uccidere per errore un collezionista di giocattoli mentre impugna una pistola finta. Messisi sulle tracce della donna, gli investigatori scoprono che si tratta di una truffatrice che sceglie le sue vittime tra gli appassionati di fantasy. Prevedendo le sue mosse, Goren e Eames visitano una comunità di fan di una saga letteraria vampiresca.
- Ascolti USA: telespettatori 14 260 000[14]

## Diritti violati
- Titolo originale: Stress Position
- Diretto da: Frank Prinzi
- Scritto da: Charlie Rubin (soggetto e sceneggiatura), Warren Leight (soggetto) e René Balcer (soggetto)

### Trama
Una guardia carceraria viene ucciso a coltellate e dell'omicidio si autoaccusa un giovane ex galeotto che ama essere al centro dell'attenzione. Analizzando il suo traffico telefonico per scoprire chi lo abbia convinto ad accollarsi la colpa, Goren e Eames risalgono ad un cellulare usato segretamente dai detenuti della prigione in cui lavorava la vittima. Indirizzati verso l'infermiera che opera nella struttura, i due capiscono che la donna è a conoscenza di qualche segreto. Poco dopo il loro interrogatorio si fa vivo il suo compagno, il detective Mike Logan, proclamando rabbiosamente l'innocenza dell'amata.
- Altri interpreti: Chris Noth (Detective Mike Logan).
- Ascolti USA: telespettatori 13 530 000[15]

## Bacco e Venere
- Titolo originale: Sex Club
- Diretto da: Alex Chapple
- Scritto da: Elizabeth Benjamin (soggetto e sceneggiatura) e René Balcer (soggetto)

### Trama
Un'ex pin up viene uccisa nella sua abitazione. L'assassino prima di andarsene ruba un'agenda che era appartenuta all'ex datore di lavoro della vittima, che la donna aveva da poco acquistato ad un'asta. Risalendo all'identità dell'uomo con cui aveva combattuto a suon di rilanci per aggiudicarsi il cimelio, gli investigatori arrivano ad un componente dello staff di un politico in campagna elettorale.
- Altri interpreti: Rosanna Arquette (Kay Connelly), Peter Bogdanovich (George Merritt).
- Ascolti USA: telespettatori 9 040 000[16]

## Amore di padre
- Titolo originale: Death Roe
- Diretto da: Rick Wallace
- Scritto da: Warren Leight (soggetto e sceneggiatura) e René Balcer (soggetto)

### Trama
Una critica enogastronomica viene trovata su un cavalcavia picchiata a morte. Qualche sera prima aveva visitato in incognito l'Apice, il nuovo locale di uno chef, allievo e genero di un cuoco celebre, proprietario del Trofio. Nonostante le prime positive impressioni, la donna e il suo accompagnatore sono state vittima di un'intossicazione alimentare dopo aver mangiato un invitante abalone. Dopo la morte del critico, dell'uomo si sono perse le tracce e solo la sua moto viene rinvenuta abbandonata su una spiaggia.
- Altri interpreti: Chris Penn (Tommy Onerato).
- Ascolti USA: telespettatori 15 720 000[17]

## Estasi mortale
- Titolo originale: Ex Stasis
- Diretto da: Bill L. Norton
- Scritto da: Diana Son (soggetto e sceneggiatura) e René Balcer (soggetto)

### Trama
Nel corso di una rapina ad una gioielleria dove ben poco viene portato via, una realizzatrice di preziosi viene uccisa. Le analisi autoptiche evidenziano come il proiettile usato sia stato appositamente alleggerito, permettendo alla vittima di arrivare viva in ospedale e favorendo il successivo trapianto degli organi. Un rene in particolare salva la vita ad una donna molto attiva nel sociale che si trovava proprio in ospedale all'arrivo della moribonda.
- Ascolti USA: telespettatori 12 350 000[18]

## Incubi, ancora incubi
- Titolo originale: Shibboleth
- Diretto da: Darnell Martin
- Scritto da: Stephanie Sengupta (soggetto e sceneggiatura) e René Balcer (soggetto)

### Trama
Il crudele omicidio di una giovane donna viene collegato ad altri delitti analoghi commessi da un serial killer noto con lo pseudonimo di "Body By Jake".
- Ascolti USA: telespettatori 10 700 000[19]
- Note: l'episodio presenta diverse analogie con il caso di Dennis Rader.

## Vent'anni d'amore
- Titolo originale: The Good Child
- Diretto da: Jean de Segonzac
- Scritto da: Marlane Gomard Meyer (soggetto e sceneggiatura) e René Balcer (soggetto)

### Trama
Goren e Eames si occupano dell'omicidio di due coniugi, testimoni protetti trasferitisi da Buffalo a New York dopo aver denunciato una pericolosa famiglia di criminali. Analizzando le telefonate fatte dalla famiglia, i detective scoprono che la figlia Rachel, unica sopravvissuta, era segretamente in contatto con i suoi genitori biologici.
- Altri interpreti: Melissa Leo (Maureen Curtis).
- Ascolti USA: telespettatori 12 980 000[20]

## Morte di un angelo
- Titolo originale: Beast
- Diretto da: Frank Prinzi
- Scritto da: Gina Gionfriddo (soggetto e sceneggiatura) e René Balcer (soggetto)

### Trama
Gli investigatori indagano su un avvelenamento da diossina e sospettano che la donna avesse un amante residente nel fuso orario del Regno Unito. Escluse le cause ambientali, i detective studiano la corrispondenza dei coniugi Ross per capire come la donna possa aver assunto la sostanza, arrivando ad una ditta di consegne specializzata in droga.
- Altri interpreti: Bronson Pinchot (dott. Greg Ross).
- Ascolti USA: telespettatori 10 940 000[21]

## Senza via d'uscita
- Titolo originale: No Exit
- Diretto da: Jean de Segonzac
- Scritto da: Gerry Conway (soggetto e sceneggiatura) e René Balcer (soggetto)

### Trama
Un treno merci travolge un'auto ferma sui binari di un passaggio a livello del Bronx, uccidendo gli occupanti. Il fatto che i vagoni avrebbero potuto contenere sostanze pericolose fa assegnare il caso alla Squadra Speciale, che scopre che si tratta invece di un suicidio collettivo organizzato attraverso un sito internet specializzato. Quattro delle cinque vittime avevano chiare motivazioni per compiere il gesto, mentre la quinta, un giovane avvocato, aveva tentato di fuggire dal mezzo. Per chiarire la sua posizione i detective visitano lo studio in cui lavorava, ambiente molto competitivo che tempo addietro aveva indotto un'altra dipendente a togliersi la vita.
- Ascolti USA: telespettatori 11 600 000[22]

## Caccia al tesoro
- Titolo originale: The Unblinking Eye
- Diretto da: Frank Prinzi
- Scritto da: Jim Sterling (soggetto e sceneggiatura) e René Balcer (soggetto)

### Trama
Una sera nel Lower East Side un'aggressione si conclude con l'uccisione di una giovane attrice ed il ferimento del suo ragazzo. L'ipotesi della rapina finita male viene ben presto scartata e i sospetti si concentrano sulla ex compagna del sopravvissuto, che secondo molti lo perseguitava dopo la fine della loro relazione.
- Ascolti USA: telespettatori 11 540 000[23]

## Troppa ambizione
- Titolo originale: My Good Name
- Diretto da: Alex Zakrzewski
- Scritto da: Warren Leight (soggetto e sceneggiatura) e René Balcer (soggetto)

### Trama
Un cadavere viene ritrovato ad Harlem ma appare subito evidente come il corpo sia stato spostato da alcuni agenti che non gradivano del lavoro supplementare nel fine settimana di Pasqua. La vittima era il marito di una dipendente del sindacato di polizia che picchiava regolarmente la consorte. Indagando sulle frequentazioni della donna, Goren e Eames arrivano a Frank Adair, ex agente passato al settore privato con ancora forti legami con i colleghi di un tempo e molto amico del capitano Deakins. L'uomo ambisce anche ad una carriera in politica, spinto dalla sua spregiudicata pr.
- Ascolti USA: telespettatori 10 320 000[24]

## Senza pietà
- Titolo originale: False-Hearted Judges
- Diretto da: Jean de Segonzac
- Scritto da: Diana Son (soggetto e sceneggiatura) e René Balcer (soggetto)

### Trama
Un giudice viene ucciso nella sua abitazione di Riverdale (Bronx). Il marito, ferito, racconta di essere stato risparmiato dopo aver detto ad uno degli assassini di avere dei figli. Considerato che la donna aveva ricevuto minacce da un gruppo razzista, Goren e Eames incontrano in carcere il loro leader, che mostra di non essere a conoscenza di un coinvolgimento dei suoi. Poco tempo dopo un giudice nero viene freddato.
- Ascolti USA: telespettatori 14 980 000[25]